# 里岡右貴
里岡 右貴（さとおか ゆうき、1986年3月15日 - ）は、福岡県出身の競艇選手。登録番号4351。身長161cm。血液型B型。96期。福岡支部所属。同期に若林将、平本真之、魚谷香織らがいる。

## 来歴
- やまと競艇学校時代、リーグ戦勝率5.13（準優出5　優出2）の成績を残し、卒業記念競走に優出（5着）した。
- 2005年5月7日、若松競艇場でデビュー（6着）。
- 2005年7月8日、大村競艇場での「アサヒビール杯争奪戦競走」2日目1Rで初勝利（23走目）。
- 2007年9月11日、江戸川競艇場での「第32回デイリースポーツ杯」で初優出（2着）。
- 2010年12月12日、津競艇場での「楽天銀行杯」で初優勝（優出3回目）。